# Félix Lefebvre
Félix Lefebvre (Saint-Maurice, 19 novembre 1999) è un attore francese.

## Biografia
Félix Lefebvre ha trascorso l'infanzia ad Antony (Hauts-de-Seine) con suo fratello. Suo padre è un pittore e musicista. Dopo aver conseguito il diploma, è entrato nel Cours Florent.
Ha esordito come attore nel 2017 in un episodio della serie televisiva Sulle tracce del crimine. Dopo aver recitato in alcune serie televisive, nel 2018 ha debuttato al cinema con L'ultima ora. L'anno seguente ha recitato accanto a Claire Keim nella prima stagione della serie Infidèle. Lefebvre non ha però ripreso il suo ruolo nella seconda stagione perché, preso da altri progetti, non era libero al momento delle riprese.
È grazie al film Estate '85 di François Ozon, uscito nel 2020, che Félix Lefebvre viene rivelato al grande pubblico.

## Filmografia

### Cinema
- Les Temps d'hiver, regia di Romane Boogaerts - cortometraggio (2018)
- L'ultima ora (L'Heure de la sortie), regia di Sébastien Marnier (2018)
- Magie noire, regia di Zoé Cauwet - cortometraggio (2019)
- When comes the night, regia di Rachel Lang e Jérémy Forni - cortometraggio (2019)
- Une nuit, à travers champs, regia di Guillaume Grélardon (2020)
- Estate '85 (Été 85), regia di François Ozon (2020)
- Suprêmes, regia di Audrey Estrougo (2021)
- Mon Crime - La colpevole sono io (Mon Crime), regia di François Ozon (2023)
- Niente da perdere (Rien à perdre), regia di Delphine Deloget (2023)
- Une vie rêvée, regia di Morgan Simon (2024)

### Televisione
- Sulle tracce del crimine (Section de recherches) – serie TV, 1 episodio (2017)
- Le Chalet – serie TV, 5 episodi (2017-2018)
- Piégés, regia di Ludovic Colbeau-Justin – film TV (2018)
- Infidèle, regia di Didier Le Pêcheur e Didier Bivel – miniserie TV, 6 puntate (2019)
- Le Diable au Cœur, regia di Christian Faure – film TV (2020)

## Doppiatori italiani
- Lorenzo Crisci in Estate '85, Mon Crime - La colpevole sono io
- Alessandro Valeri in Niente da perdere

## Riconoscimenti
- Premio César
  - 2021 – Candidatura alla migliore promessa maschile per Estate '85[4][5]
- Premio Lumière
  - 2021 – Migliore promessa maschile per Estate '85 (con Benjamin Voisin)